# Leptotila jamaicensis
Leptotila jamaicensis là một loài chim trong họ Columbidae.